# Seelbach (Baden-Württemberg)
Seelbach è un comune tedesco di 4 930 abitanti, situato nel land del Baden-Württemberg.